# Тан'я Карпела
Тан'я Карпела (фін. Tanja Tellervo Karpela, до шлюбу Віенонен (фін. Vienonen), у другому шлюбі Саарела (фін. Saarela 22 серпня 1970, Сало, Фінляндія) — фінська політична діячка; з 2003 по 2007 — міністерка культури і спорту Фінляндії. Міс Фінляндія-1991.

## Життєпис
Народилася 22 серпня 1970 в місті Сало, Фінляндія.  
У 1991 стала переможницею національного конкурсу «Міс Фінляндія». 
З 1999 по 2011 — депутатка парламенту Фінляндії від партії Фінляндський центр. 
17 квітня 2003 призначена міністеркою культури Фінляндії в кабінеті Яаттеенмякі, а з 24 червня 2003 по 19 квітня 2007 року продовжила виконання обов'язків міністра культури в першому кабінеті уряду Ванханена. 